# Guy Rolfe
Guy Rolfe, nato Edwin Arthur Rolfe (Londra, 27 dicembre 1911 – Ipswich, 19 ottobre 2003), è stato un attore britannico.

## Biografia
Prima di intraprendere la carriera artistica, Rolfe era un pugile e solo nel 1935 decise di dedicarsi alla recitazione, dapprima come attore teatrale.
La sua prima apparizione al cinema risale al 1937 con un ruolo minore nel film L'ultimo treno da Mosca. Ritornò sul grande schermo dopo la Seconda guerra mondiale in film come Vendetta (1947), Fuggiasco (1947), Easy Money (1948) e Atterraggio forzato (1948), ma il suo primo vero ruolo da protagonista fu nel film Il ragno e la mosca (1949). Fu anche scritturato per il ruolo del maggiore George Templeton nel film Trio (1950), ma dovette rinunciare a causa della tubercolosi, venendo quindi sostituito da Michael Rennie.
Negli ultimi anni di carriera fu principalmente impegnato in film horror come Dolls (1987) di Stuart Gordon e in cinque film della saga Puppet Master, dove interpretò il mastro burattinaio Andre Toulon, già precedentemente interpretato da William Hickey e Steve Welles nei primi due film, Puppet Master - Il burattinaio e Puppet Master II.
È morto nel 2003 a 91 anni.

## Filmografia

### Cinema
- L'ultimo treno da Mosca (Knight Without Armour), regia di Jacques Feyder (1937)
- Il principe Azim (The Drum), regia di Zoltán Korda (1938)
- Vendetta (Hungry Hill), regia di Brian Desmond Hurst (1947)
- Fuggiasco (Odd Man Out), regia di Carol Reed (1947)
- Meet Me at Dawn, regia di Peter Creswell (1947)
- I misteri di Londra (The Life and Adventures of Nicholas Nickelby), regia di Alberto Cavalcanti (1947)
- Uncle Silas, regia di Charles Frank (1947)
- Easy Money, regia di Bernard Knowles (1948)
- Atterraggio forzato (Broken Journey), regia di Ken Annakin (1948)
- Sarabanda tragica (Saraband for Dead Lovers), regia di Basil Dearden (1948)
- Which Will Ye Have (1948)
- Nebbie del passato (Portrait from Life), regia di Terence Fisher (1948)
- Fools Rush In, regia di John Paddy Carstairs (1949)
- Il ragno e la mosca (The Spider and the Fly), regia di Robert Hamer (1949)
- The Reluctant Window, regia di Bernard Knowles (1950)
- Prelude to Fame, regia di Fergus McDonell (1950)
- Home to Danger, regia di Terence Fisher (1951)
- Ivanhoe, regia di Richard Thorpe (1952)
- La regina vergine (Young Bess), regia di George Sidney (1953)
- The Veils of Bagdad, regia di George Sherman (1953)
- Operation Diplomat, regia di John Guillermin (1953)
- La carica dei Kyber (Kinh of the Khyber Rifles), regia di Henry King (1953)
- Dance, Little Lady, regia di Val Guest (1954)
- It's Never Too Late, regia di Michael McCarthy (1956)
- You Can't Escape, regia di Wilfred Eades (1956)
- Girls at Sea, regia di Gilbert Gunn (1958)
- Yesterday's Enemy, regia di Val Guest (1959)
- Gli strangolatori di Bombay (The Stranglers of Bombay), regia di Terence Fisher (1959)
- Revak, lo schiavo di Cartagine (The Barbarians), regia di Rudolph Maté (1960)
- Biancaneve e i tre compari (Snow White and the Three Stooges), regia di Walter Lang (1961)
- Mr. Sardonicus, regia di William Castle (1961)
- Il re dei re (Kings of Kings), regia di Nicholas Ray (1961)
- Taras il magnifico (Taras Bulba), regia di J. Lee Thompson (1962)
- La caduta dell'Impero romano (The Fall of the Roman Empire), regia di Anthony Mann (1964)
- Poirot e il caso Amanda (The Alphabet Murders), regia di Frank Tashlin (1965)
- Bruciatelo vivo! (Land Raiders), regia di Nathan Juran (1969)
- Nicola e Alessandra (Nicholas and Alexandra), regia di Franklin J. Schaffner (1971)
- La maledizione (And Now the Screaming Starts!), regia di Roy Ward Baker (1973)
- Linea di sangue (Bloodline), regia di Terence Young (1979)
- The Case of Marcel Duchamp, regia di David Rowan (1984)
- La sposa promessa (The Bride), regia di Franc Roddam (1985)
- Dolls, regia di Stuart Gordon (1987)
- Visiting Mr. Beak (1987)
- Puppet Master III: Toulon's Revenge (Puppet Master III: Toulon's Revenge), regia di David DeCoteau (1991)
- Il ritorno dei giocattoli assassini (Puppet Master 4: The Demon), regia di Jeff Burr (1993)
- Giocattoli assassini - Scontro finale (Puppet Master 5: The Final Chapter), regia di Jeff Burr (1994)
- Retro Puppet Master, regia di David DeCoteau (1999)
- Puppet Master: The Legacy, regia di Charles Band (2003) (filmati d'archivio)

### Televisione
- The Guardsman (1948)
- Without the Prince (1952)
- Murder in Mind (1958)
- Thriller – serie TV, episodio 1x33 (1961)
- Armchair Theatre
- Il Santo (The Saint)
- Agente speciale (The Avengers)
- Tris d'assi (The Champions)
- Dipartimento S (Department S)
- The Troubleshooters
- Spazio 1999 (Space: 1999)
- Secret Army
- Kessler

## Doppiatori italiani
- Augusto Marcacci in Ivanhoe
- Cesare Polacco in La carica dei Kyber
- Bruno Persa in Revak lo schiavo di Cartagine
- Federico Danti in Biancaneve e i tre compari
- Olinto Cristina in Il re dei re
- Michele Kalamera in Bruciatelo vivo!
- Sergio Graziani in Dolls